# Pascal Kober

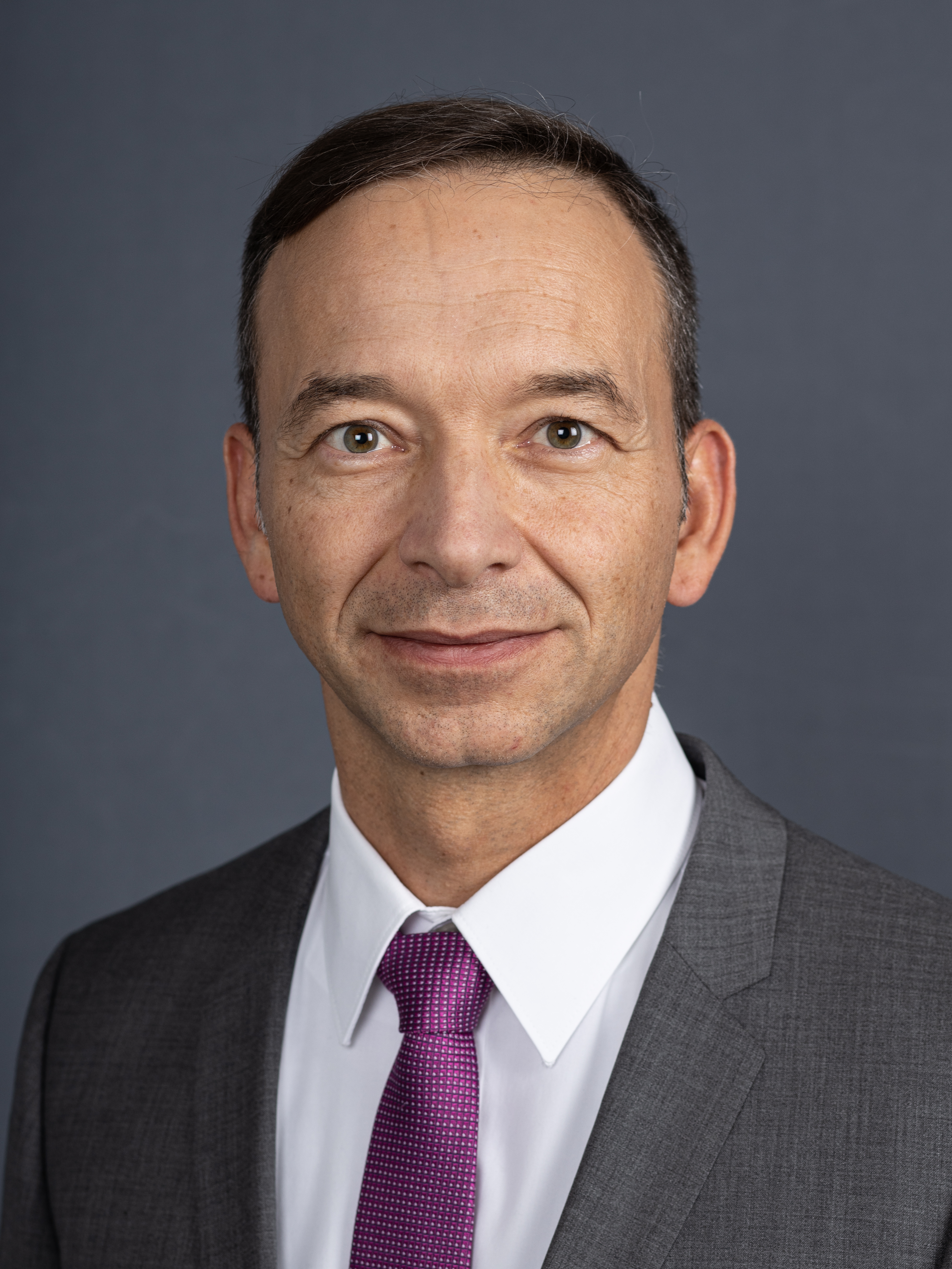
Pascal Kober (2020)

Pascal Felix Ernst Kober (* 3. Juli 1971 in Sindelfingen) ist ein deutscher evangelischer Theologe und Politiker. Von 2009 bis 2013 sowie von 2017 bis 2025 war er Abgeordneter der FDP im Deutschen Bundestag. Von Januar 2022 bis Dezember 2024 war er zudem Beauftragter der Bundesregierung für die Anliegen von Opfern und Hinterbliebenen von terroristischen Straftaten im Inland.

## Leben
Pascal Kober wuchs in Böblingen auf und  ist evangelisch-lutherischer Konfession. Er studierte Evangelische Theologie in Tübingen, Kiel und Neuendettelsau. Er wurde 2015 in Stuttgart zum stellvertretenden Landesvorsitzenden der FDP Baden-Württemberg gewählt. Er ist Pfarrer der Evangelischen Landeskirche in Württemberg. 2007 bis 2009 war er Religionslehrer an der Hermann-Gundert-Schule in Calw-Wimberg.
Ab 2014 war er Militärseelsorger der Bundeswehr an den Standorten Stetten am kalten Markt und Pfullendorf. In den Jahren 2015 und 2016 ging Kober zweimal in den Auslandseinsatz nach Mali. Von Dezember 2015 bis März 2016 war Kober im Rahmen der Europäischen Ausbildungsmission EUTM Mali in Bamako als Militärseelsorger eingesetzt. Von April bis Juli 2016 war er im Rahmen der UN-Mission MINUSMA im nördlichen Gao eingesetzt.
Kober ist einer der Stellvertreter des Präsidenten des Reservistenverbandes. Er ist seit Februar 2022 Oberleutnant der Reserve.

## Politik

### Partei

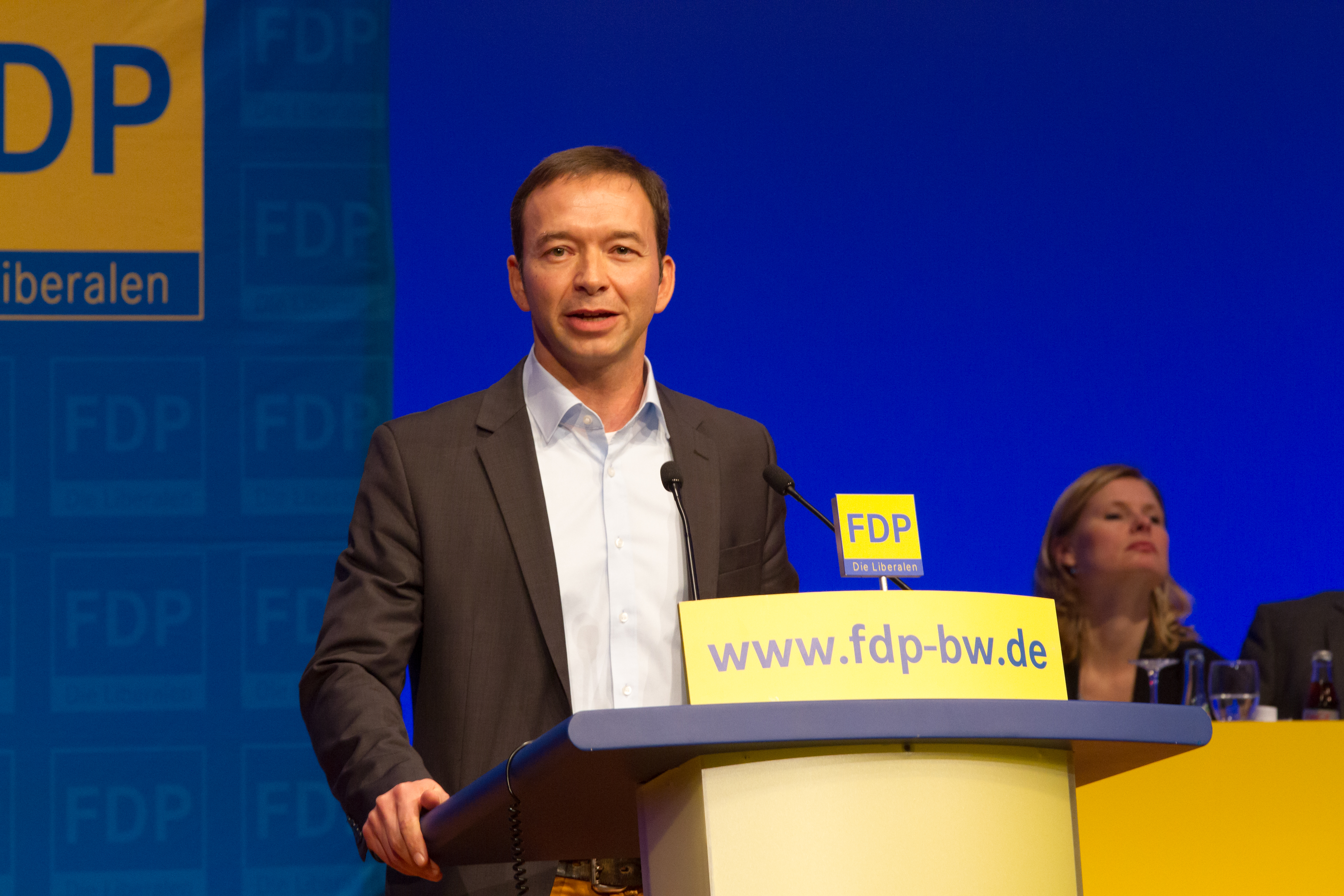
Kober auf dem Landesparteitag der FDP Baden-Württemberg 2015

Pascal Kober trat 1998 den Jungen Liberalen bei und wurde zugleich Mitglied der FDP. Zwei Jahre später wurde er Vorsitzender des FDP-Bezirksverbandes Neckar-Alb. Seit 2001 ist er Mitglied im Landesvorstand der FDP Baden-Württemberg. Er ist Initiator des neuen Grundsatzprogramms der FDP Baden-Württemberg, Gründungsmitglied und theologischer Berater der Christlichen Liberalen und seit 2010 Mitglied der Kommission zur Erarbeitung eines neuen Grundsatzprogramms der FDP-Bundespartei. Seit Mai 2015 ist er Beisitzer im FDP-Bundesvorstand und stellvertretender Landesvorsitzender der FDP Baden-Württemberg.

### Bundestagsabgeordneter
Bei der Bundestagswahl 2009 zog Pascal Kober über die Landesliste der FDP Baden-Württemberg in den Deutschen Bundestag ein. In der 17. Wahlperiode war er als Obmann der FDP-Fraktion im Ausschuss für Arbeit und Soziales zuständig für alle Themen im Rechtskreis des Sozialgesetzbuchs II, umgangssprachlich bekannt als Hartz IV. Darüber hinaus war er ordentliches Mitglied im Ausschuss für Menschenrechte und humanitäre Hilfe, wo er sich für wirtschaftliche, soziale und kulturelle Menschenrechte sowie für die Menschenrechte von Frauen, Kindern und Minderheiten einsetzte. Zudem war er stellvertretendes Mitglied im Ausschuss für Umwelt, Naturschutz, Bau und Reaktorsicherheit.
Weitere Ämter und Funktionen im Bundestag hatte Pascal Kober als stellvertretender Vorsitzender der Parlamentariergruppe Französischsprachige Staaten West- und Zentralafrikas, als Mitglied der Parlamentariergruppe SADC-Staaten, der Parlamentariergruppe USA und der deutsch-israelischen Parlamentariergruppe sowie als stellvertretender Sprecher der Gruppe Christen in der FDP-Bundestagsfraktion inne. Wegen des Scheiterns seiner Partei bei der Bundestagswahl 2013 schied Kober aus dem Parlament aus.
Bei der Bundestagswahl 2017 kandidierte Kober im Bundestagswahlkreis Reutlingen und auf dem vierten Platz der baden-württembergischen Landesliste. Er zog über die Landesliste in den 19. Deutschen Bundestag ein. Dort war Kober Sozialpolitischer Sprecher der FDP-Bundestagsfraktion und Mitglied sowie Obmann seiner Partei im Ausschuss für Arbeit und Soziales. Er war zudem stellvertretendes Mitglied in den Ausschüssen Gesundheit und Verteidigung, sowie im 1. Untersuchungsausschuss des Verteidigungsausschusses.
Von seiner Partei zur Bundestagswahl 2021 auf  Platz 4 der Landesliste aufgestellt, wurde er zum dritten Mal ins Bundesparlament gewählt. Er ist Vorsitzender der Arbeitsgruppe für Arbeit und Soziales der FDP-Bundestagsfraktion sowie  Arbeitsmarkt- und Sozialpolitischer Sprecher seiner Fraktion. Kober ist weiterhin Mitglied im Ausschuss für Arbeit und Soziales und stellvertretendes Mitglied im Verteidigungsausschuss.
Am 12. Januar 2022 wurde er auf Vorschlag von Bundesjustizminister Marco Buschmann zum Beauftragten der Bundesregierung für die Anliegen der Opfer und Hinterbliebenen terroristischer Straftaten im Inland ernannt. Als die Ampelkoalition im November 2024 zerbrach, blieb er im Amt. Im Januar 2025 übergab er die Aufgabe an den Rechtsanwalt und Opferbeauftragten des Landes Berlin, Roland Weber.
Bei der Bundestagswahl 2025 trat er erneut im Bundestagswahlkreis Reutlingen und auf Platz 4 der Landesliste an, wurde jedoch nicht in den Bundestag gewählt.